# Tulpius
Genre
Tulpius est un genre d'araignées aranéomorphes de la famille des Salticidae.

## Distribution
Les espèces de ce genre se rencontrent au Guatemala, au Panama et au Brésil.

## Liste des espèces
Selon World Spider Catalog (version 18.0, 25/05/2017) :
- Tulpius gauchus Bauab & Soares, 1983
- Tulpius hilarus Peckham & Peckham, 1896

## Publication originale
- Peckham & Peckham, 1896 : Spiders of the family Attidae from Central America and Mexico. Occasional Papers of the Natural History Society of Wisconsin, vol. 3, no 1, p. 1-101 (texte intégral).